# Korcimîșce, Andrușivka
Korcimîșce (în ucraineană Корчмище) este un sat în comuna Stepok din raionul Andrușivka, regiunea Jîtomîr, Ucraina.

## Demografie
Componența lingvistică a localității Korcimîșce
     Ucraineană (97,67%)
     Rusă (1,86%)
Conform recensământului din 2001, majoritatea populației localității Korcimîșce era vorbitoare de ucraineană (97,67%), existând în minoritate și vorbitori de rusă (1,86%).

## Legături externe
- pl Korczmiszcze în Dicționarul geografic al Regatului Poloniei și al altor țări slave, volum IV (Kęs — Kutno) anul 1883

- pl Korczmiszcze în Dicționarul geografic al Regatului Poloniei și al altor țări slave, volum XV, p. 2 (Januszpol — Wola Justowska)1902